# Rowland Phillips
Rowland David Phillips (Carmarthenshire, 28 luglio 1965) è un ex rugbista a 15, ex rugbista a 13 e allenatore di rugby a 15 gallese.

## Biografia
Rowland Phillips è stato in carriera sia un giocatore di rugby a 13, sia un giocatore di rugby a 15.

### Carriera nel rugby a 13
Nel rugby a 13 gioca per il Warrington e il Workington Town, vestendo dal 1991 al 1998 la maglia della Nazionale gallese.
Nel 1995 disputa con il Galles la Coppa del Mondo in Galles ed Inghilterra, arrendendosi in semifinale proprio all'Inghilterra.
Il 28 luglio 1996 viene convocato con la Gran Bretagna per il test match contro la Papua Nuova Guinea, vinto 32 a 30.

### Carriera nel rugby a 15
Negli anni ottanta gioca per il Neath, collezionando 290 presenze con la maglia del club gallese, mentre, nei primi anni novanta, disputa il campionato inglese con i London Welsh, 66 presenze e 18 mete realizzate.
Dal 1987 al 1989 veste la maglia del Galles in 10 occasioni, disputando diversi tour estivi, il Cinque Nazioni 1988, nel quale si aggiudica la Triple Crown e la vittoria finale del torneo, e il Cinque Nazioni 1989.
Il 21 maggio 2003 viene selezionato nei Barbarians per disputare un match contro la selezione Est Midlands.
Terminata la carriera di giocatore passa alla professione di allenatore, specializzandosi nella difesa.
Dal 2003 al 2009 siede sulla panchina del Neath, portando al club diversi trofei. Per la stagione di Pro12 2011-2012 viene nominato head coach della franchigia degli Aironi, salvo poi accettare l'incarico di capo-allenatore del Viadana in Eccellenza una volta scioltasi la franchigia lombardo-emiliana al termine della stagione. Terminata l'esperienza in Italia, fa ritorno ai London Welsh, diventando capo-allenatore nel 2015-16. Dal 2016 è alla guida tecnica della Nazionale femminile gallese.

## Palmarès

### Giocatore
- Cinque Nazioni: 1
Galles: 1988
- Campionato gallese: 3
Neath: 1986-87, 1988-89, 1989-90
- Coppa gallese: 2
Neath: 1988-89, 1989-90

### Allenatore
- Campionato gallese: 4
Neath: 2004-05, 2005-06, 2006-07, 2007-08
- Coppa gallese: 3
Neath: 2003-04, 2007-08, 2008-09
- British and Irish Cup: 1
London Welsh: 2015-16
- Trofei Eccellenza : 1
Viadana: 2012-13